# Тейсен-Итон, Брианна
Брианна Тейсен-Итон (англ. Brianne Theisen-Eaton) — канадская легкоатлетка, которая специализируется в многоборье. Вице-чемпионка мира 2013 и 2015 годов в семиборье и вице-чемпионка мира 2014 года в пятиборье. Заняла 11-е место на Олимпиаде 2012 года. Рекордсменка Канады в семиборье (6808 очков) и в пятиборье (4768 очков).
Международную карьеру начала в 2005 году. На чемпионате мира среди юношей 2005 года заняла 17-е место. Также заняла 17-е место на чемпионате мира среди юниоров 2006 года.
Замужем за американским десятиборцем Эштоном Итоном.

## Личные рекорды
На открытом воздухе
- 200 метров — 23,34
- 800 метров — 2.09,03
- 100 метров с/б — 12,98
- Прыжок в высоту — 1,89 м
- Прыжок в длину — 6,72 м
- Толкание ядра — 13,99 м
- Метание копья — 46,47 м

В зале
- 800 метров — 2.10,07
- 60 м с/б —— 8,10
- Прыжок в высоту — 1,88 м
- Прыжок в длину — 6,18 м
- Толкание ядра — 13,86 м